# Cellule T gamma delta
Le cellule T gamma delta (cellule T γδ) sono cellule T che hanno un caratteristico recettore delle cellule T gamma-delta sulla loro superficie: la maggior parte delle cellule T hanno il TCR composto da due catene glicoproteiche chiamate catene α (alfa) e β (beta); al contrario, le cellule T gamma delta hanno un TCR costituito da una catena γ (gamma) e una catena δ (delta). Questo gruppo di cellule T è di solito molto meno comune delle cellule T αβ, ma ha la più alta abbondanza nella mucosa intestinale, all'interno di una popolazione di linfociti noti come linfociti intraepiteliali.
Le molecole antigeniche che attivano le cellule T delta gamma sono ancora in gran parte sconosciute. Tuttavia, le cellule T γδ sono peculiari in quanto non sembrano richiedere l'elaborazione dell'antigene e la presentazione da parte del complesso maggiore di istocompatibilità degli epitopi peptidici, sebbene alcuni riconoscano le molecole di MHC della classe Ib. Inoltre, si ritiene che le cellule T γδ abbiano un ruolo preminente nel riconoscimento degli antigeni lipidici. Sono di natura invariante e possono essere attivati da segnali di allarme, come le heat shock protein.
Esiste anche una sottopopolazione delle cellule γδ all'interno del compartimento epidermico della pelle dei topi. Originariamente chiamate cellule epidermiche dendritiche Thy1+ (Thy1+ DEC), queste cellule sono più comunemente conosciute come cellule T epidermiche dendritiche (DETC): le DETC insorgono durante lo sviluppo fetale ed esprimono un recettore di cellule T Vγ3 Vδ1 canonico e invariante (usando la nomenclatura Garman).